# All I Really Want
All I Really Want è un singolo della cantante canadese Alanis Morissette, pubblicato nel 1995 negli Stati Uniti ed estratto dall'album Jagged Little Pill.

## Tracce
CD
1. All I Really Want – 4:42
2. Ironic (Live from Sydney) – 4:34
3. Hand in My Pocket (Live from Brisbane) – 4:34